# Pyrinia cundinamarcata
Pyrinia cundinamarcata là một loài bướm đêm trong họ Geometridae.